# 수호 천사

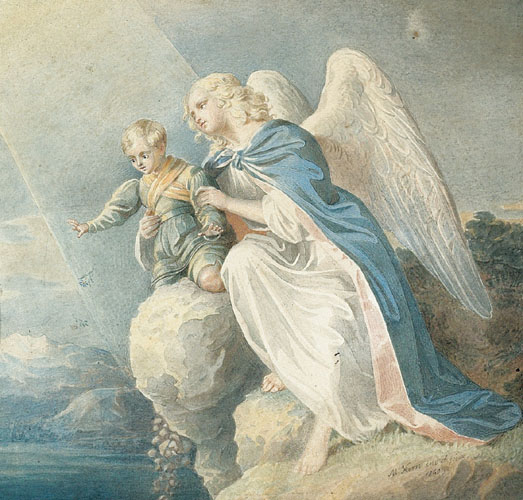
수호 천사

수호천사(守護天使, 라틴어: custos angelus)는 개개인을 보호하고 인도하는 천사이다. 수호 천사의 개념과 그들의 계층은 5세기경 프세우도 디오니시우스에 의해 기독교에서 크게 발달하였다. 수호 천사에 대한 신학은 400년 이래 수많은 보완을 겪었으며, 사람마다 하느님이 지정해 준 수호 천사들이 지켜주고 그들의 기도를 하느님에게 전해준다는 것이 오늘날 동방과 서방 두 교회의 정통 믿음이다. 로마 가톨릭 교회의 전례력에서는 10월 2일을 수호 천사의 기념일로 제정하여 천사 공경을 권장하고 있다.

## 같이 보기
- 수호성인
- 수호천사 기도문